# NGC 6597
NGC 6597 este o galaxie situată în constelația Dragonul. A fost descoperită în 14 iunie 1885 de către Lewis A. Swift.